# 梁炳日
梁 炳日（ヤン・ビョンイル、朝鮮語: 양병일、1910年1月27日 - 1962年9月5日）は、大韓民国の弁護士、政治家。第2・5代韓国国会議員。
本貫は南原梁氏。

## 経歴
全羅南道康津郡出身。中央大学法学部卒。高等文官試験司法科に合格した後は東京で弁護士を務め、東京弁護士会に所属した。帰国後は光州弁護士会会長、朝鮮弁護士会全羅南道支部長、大同青年団光州支団部副団長、大韓青年団光州市団長、韓国青年団光州市団長、民主党全南道党委員長を歴任した。1950年の第2代総選挙に康津郡選挙区から民主国民党所属で出馬して当選し、1960年の第5代総選挙に同選挙区から民主党所属で出馬して当選した。
1962年9月5日に聖母病院にて脳溢血により死去。

## エピソード
第2代国会議員として在任中、1952年3月7日の第12回第28次国会本会議において、財務部長官の白斗鎮を『こんにちの財政政策についてかなりの批判があり、ある者は『利敵財政』だと酷評しています。』という旨で糾弾し、物議を醸した。1953年4月29日の第15回第64次国会本会議において、前述した件について「物議を醸したことも知っています」という旨を述べ、その評判を再び引用して演説した。